# Carlo Alberto Guidobono Cavalchini
Carlo Alberto Guidobono Cavalchini (Tortona, 26 luglio 1683 – Roma, 7 marzo 1774) è stato un cardinale e arcivescovo cattolico italiano.

## Biografia
Nacque dal barone Pietro e da Lucrezia Passalacqua.
Conseguita la laurea in utroque iure all'università di Pavia nel 1702, fu ammesso al collegio degli avvocati di Milano nello stesso anno. Nella città lombarda si rese celebre per le sue competenze giuridiche che influenzarono la sua carriera curiale a Roma permettendogli di iniziare il suo percorso come avvocato concistoriale sotto Clemente XI. 
Divenne Arcivescovo titolare di Filippi dal 10 maggio 1728 e nel 1748 prefetto della Congregazione dei vescovi e regolari.
Durante gli anni in cui prestò servizio come Governatore di Velletri si distinse per atti di giustizia. Il 24 febbraio 1727 fu ordinato sacerdote. Il 10 maggio 1728 fu nominato arcivescovo titolare di Filippi. Dopo aver ricoperto vari prestigiosi incarichi, fu nominato cardinale nel 1743 con il titolo di Cardinale presbitero di Santa Maria della Pace.
Dal 1752 al 1763 fu Camerlengo del Sacro Collegio, nel 1759 divenne Cardinale vescovo di Albano e nel 1763 Decano del Sacro Collegio, assumendo il corrispondente titolo di Cardinale vescovo di Ostia e Velletri e divenendo anche Governatore di Velletri.
Ricostruì a Tortona l'antica chiesa dedicata a San Giacomo, già importante luogo di culto e pellegrinaggio in epoca medioevale in quanto situata lungo uno dei principali assi viari in direzione di Santiago di Compostela.
Durante il conclave del 1758 fu a un passo dall'elezione a papa, ma non fu eletto per il veto di Luigi XV. Secondo alcune fonti, tuttavia, durante quel conclave, Cavalchini fu eletto papa, ma poi fu costretto a dimettersi per il veto francese. Successivamente prese parte al conclave del 1769. Quando morì, nel 1774, le sue spoglie furono esposte nella basilica dei Santi XII Apostoli di Roma, dove fu celebrato il funerale e dove fu sepolto.

## Genealogia episcopale e successione apostolica
La genealogia episcopale è:
- Cardinale Scipione Rebiba
- Cardinale Giulio Antonio Santori
- Cardinale Girolamo Bernerio, O.P.
- Arcivescovo Galeazzo Sanvitale
- Cardinale Ludovico Ludovisi
- Cardinale Luigi Caetani
- Cardinale Ulderico Carpegna
- Cardinale Paluzzo Paluzzi Altieri degli Albertoni
- Papa Benedetto XIII
- Cardinale Carlo Alberto Guidobono Cavalchini

La successione apostolica è:
- Vescovo Thomas Nechich (1743)
- Vescovo Bernardino Campi (1743)
- Cardinale Giovanni Carlo Bandi (1744)
- Vescovo Giacinto Silvestri (1746)
- Vescovo Gaspare Lancellotto Birago (1746)
- Vescovo Ignazio Roero Sanseverino (1748)
- Vescovo Jean Baptiste D'Orliè De Saint Innocent, C.R.S.A. (1749)
- Vescovo Dominikus de Gentis, O.P. (1749)
- Cardinale Enrichetto Virginio Natta, O.P. (1750)
- Vescovo Stefano Gennaro Spani (1751)
- Vescovo Felix de Paù (1751)
- Vescovo Michele Casati, C.R. (1754)
- Vescovo Francesco Agostino Dalla Chiesa (1755)
- Vescovo Carlo Giuseppe Capra (1755)
- Vescovo Filippo Mazzetti (1755)
- Vescovo Giuseppe Tomaso de Rossi (1757)
- Vescovo Giovanni Filippo Antonio San Martino (1757)
- Vescovo Giuseppe Maria Scarampi (1757)
- Arcivescovo Tommaso Ignazio Maria Natta, O.P. (1759)